# Ellwangen
Ellwangen (Ellwangen an der Jagst) är en stad i Ostalbkreis i regionen Ostwürttemberg i Regierungsbezirk Stuttgart i förbundslandet Baden-Württemberg i Tyskland nära gränsen till Bayern. Staden ligger ungefär 17 km norr om Aalen vid floden Jagst. Med cirka 25 000 invånare är Ellwangen efter Aalen och Schwäbisch Gmünd den tredje största staden i distriktet Ostalbkreis.
Staden ingår i kommunalförbundet Ellwangen (Jagst) tillsammans med  kommunerna Adelmannsfelden, Ellenberg, Jagstzell, Neuler, Rainau, Rosenberg och Wört.

## Geografi
Ellwangen ligger i dalen längs floden Jagst, mellan höjderna i Schwäbische Alb och Virngrundskogen, som är en del av Schwäbisch-Fränkische Waldberge. Jagst flyter genom Ellwangen från söder till norr.

## Historia
Regionen där Ellwangen ligger korsades tidigare av Romarrikets yttre gränser. Den var först befäst med ett pålverk (ortsdelen Pfahlheim påminner om palissaden) och ersattes med tiden av stenmurar. I ortsdelen Halheim finns rester av ett romerskt kastell.
Under 600-talet etablerade alemannerna ett samhälle. 764 (eller redan 750) grundade Hariolf som var biskop av Langres (idag Frankrike) tillsammans med sin bror Erlolf ett kloster för Benediktinorden. Redan något senare föll klostret under Karl den stores översyn. Klostret (Elehenuuang) och orten nämndes den 8 april 814 för första gången i en urkund som undertecknades av kejsare Ludvig den fromme. Vid början av 800-talet levde i klostret cirka 100 munkar. Enligt omstridda uppgifter ska den bysantinska missionären Methodios ha varit fängslad två år (870-873) i klostret. Som en av de ansvariga nämns biskop Ermenrich av Passau. Berättelsen bekräftas av Vita Methodii som nämner att han var häktad i Schwaben. Methodios återfick sin frihet efter intervention av påven Johannes VIII.
Klostret underställdes 1124 direkt påven. Samhället betecknades från och med 1182 i klostrets skrifter som "civitas" men en urkund som bekräftar att orten fick stadsrättigheter finns först från 1229.
Abbotarna tilldelades riksomedelbarhet (ty.Reichsfreiheit) år 1215. Fogdesätet hölls först av grevarna av Oettingen och från år 1370 av grevarna av Württemberg. År 1460 konverterades klostret till ett fritt kanikhus, som leddes av en prost och en församling om 12 kaniker och tio kyrkoherdar. Inledningsvis omfattade området distrikten Ellwangen, Tannenberg och Kochenburg. Rötlendistriktet införlivades år 1471, Wasseralfingen år 1545 och Heuchlingen år 1609.
År 1588 och åter mellan 1611 och 1618 avrättades cirka 450 personer (350 kvinnor och 100 män) i Ellwangen i samband med häxjakter. 65 procent av offren kom från staden, som vid den tiden hade 1 600 invånare. Resten kom från omkringliggande områden. Under trettioåriga kriget drabbades staden av flera smittsjukdomar och många människor miste livet. 1802 föll Ellwangen till hertigdömet Württemberg. Under trettioåriga kriget var staden förbunden med den katolska ligan och erhöll därigenom omfattande ekonomiska bidrag. Staden belägrades den 22 maj 1632 av svenska trupper och Gustav II Adolf tillsatte Graf Kraft von Hohenlohe som guvernör. Denne försökte från sommaren 1633 genomföra reformationen genom utnämningen av kyrkliga ledare och präster och förbud av katolska gudstjänster i domkyrkan. Den 9 september 1634, tre dagar efter slaget vid Nördlingen, lämnade Hohenlohe-Neuenstein Ellwangen.

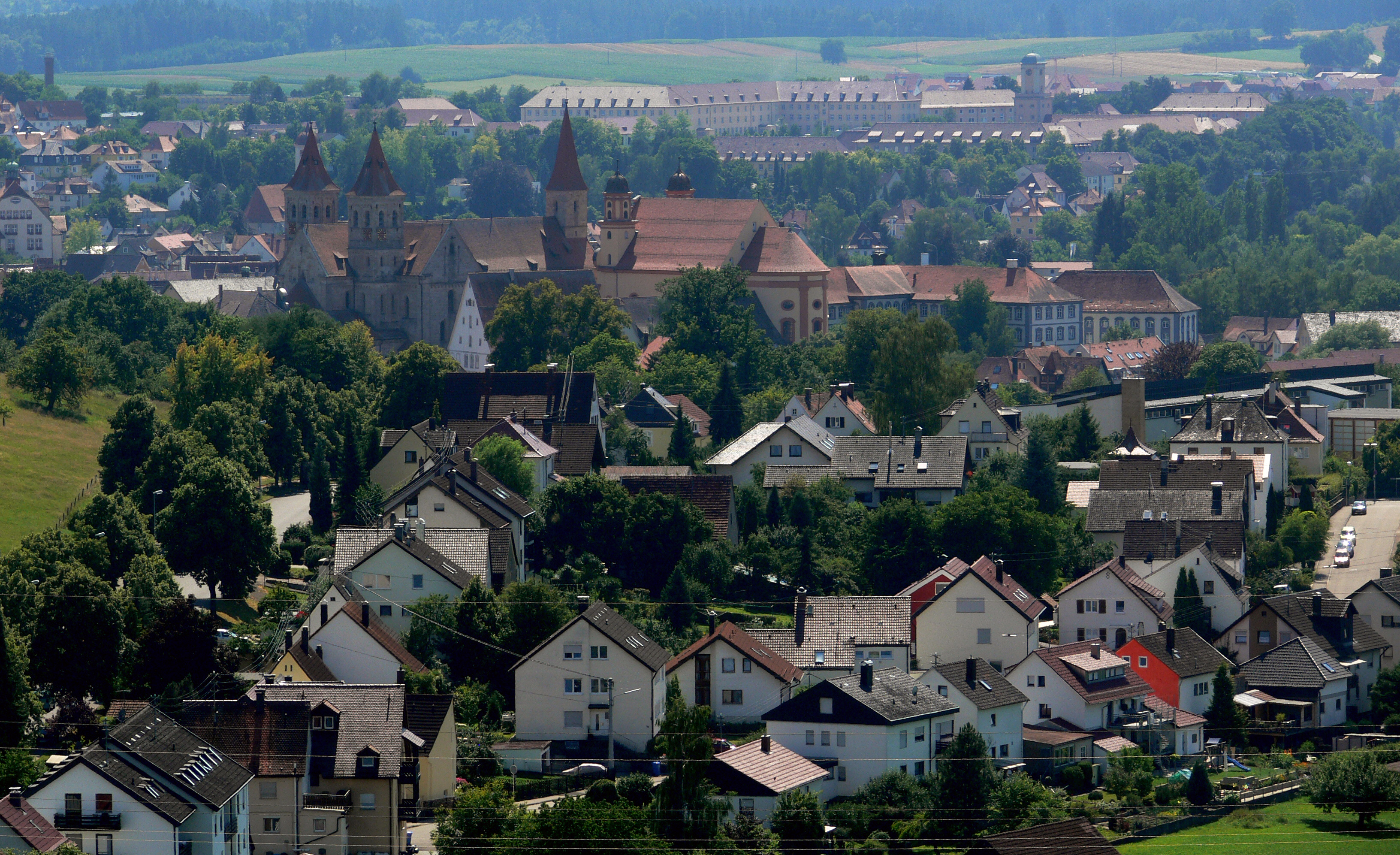
Vy över Ellwangen från Schönenberg.

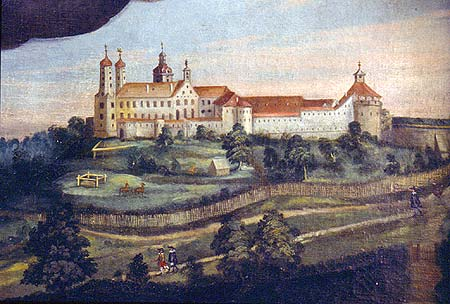
Historisk bild av slottet i Ellwangen.

Efter Reichsdeputationshauptschluss år 1802 blev Ellwangen del av hertigdömet Württemberg. Till att börja med var det säte för Neuwürttemberg, de områden Württemberg hade erhållit genom mediatisering. År 1803 blev staden centralort för distriktet (Oberamt), vilket år 1806 kom att ingå i kungadömet Württemberg. År 1807 blev Ellwangen säte för distriktet (Jagstkreis) fram till dess att distriktet slogs ihop till en större enhet år 1924. Kungen av Württemberg, som hade införlivat ett stort område med en huvudsakligen romersk-katolsk befolkning, ville att Ellwangen skulle bli säte för ett romerskt-katolskt stift. För att uppnå detta, grundade han i Ellwangen år 1812 ett ärkebiskopsstift och ett teologiskt seminarium, liksom en romersk-katolsk fakultet. Fakulteten flyttades snart till Tübingen där den blev en del av Tübingens universitet. Seminariet och ärkebiskopsstiftet flyttade år 1817 till Rottenburg am Neckar, som år 1821 blev säte för det nyligen grundade Württembergstiftet.
Under andra världskriget mellan 1941 och 1945 fanns nära Ellwangen tre ytterställen av koncentrationslägren Natzweiler-Struthof respektive Dachau med cirka 100 personer. Under en dödsmarsch av polska fångar som skulle nå Ellwangen dog alla fångar.
Under de två världskrigen blev Ellwangens gamla delar nästan oförstörda. Antalet invånare dubblades efter andra världskriget då många hembygdsfördrivna från södra Böhmerwald flyttade till staden.

## Näringsliv
Näringslivet i Ellwangen präglas av små och medelstora företag och detaljhandel. Den största arbetsgivaren är batteritillverkaren VARTA med 1 300 anställda. Fabriken i Ellwangen grundades år 1946 under namnet BMF (Batterie- und Metallwarenfabrik) och tillverkade ursprungligen torrcellsbatterier.
En annan stor arbetsgivare är sedan 1958 tyska försvarsmaktens (Bundeswehr) garnison i Reinhardtkasernerna med förvaltning och säte för brigadstaben. 1 600 soldater och 300 civilanställda sysselsätts där. Av de tidigare många bryggerierna återstår endast ett - Rotochsenbryggeriet. Energikoncernen EnBW:s dotterbolag ODR har 350 medarbetare.

## Kultur och sevärdheter

### Museer
- Alamannenmuseum Ellwangen visar alemannerhistorien. Här visas föremål från de arkeologiska utgrävningarna i Lauchheim.
- Slottsmuseet Ellwangens slott visar de praktfulla rummen och olika föremål.
- I stadsdelen Pfahlheim finns museerna Bauernstube och jaktmuseet.
- I Ellwangen finns flera konstgallerier.

### Byggnader
- Basilika St. Vitus uppfördes på 1100-talet och är den främsta romanska kyrkan i Schwaben. Dess tre romanska torn syns på långt håll. Under 1500- och 1600-talen byggdes kyrkan om invändigt i barock och rokoko och endast den västliga delen av huvudskeppet behölls i ursprungligt skick. 1964 blev kyrkan basilika. Som en ekumenisk egenhet kan direktförbindelsen med den evangeliska stadskyrkan ses.[12]
- Evangeliska stadskyrkan har en praktfull barockfasad. Den uppfördes under åren 1724-1729 som jesuitkyrka och blev evangelisk stadskyrka 1802. Barockkyrkan är idag känd för sin goda akustik och används därför för konserter.[13]

## Internationella relationer

### Vänorter
Ellwangen är vänort med:
- Langres (Haute-Marne, Frankrike) (sedan 1964)
- Abbiategrasso (provinsen Milano, Italien) (sedan 1991)

## Bilder

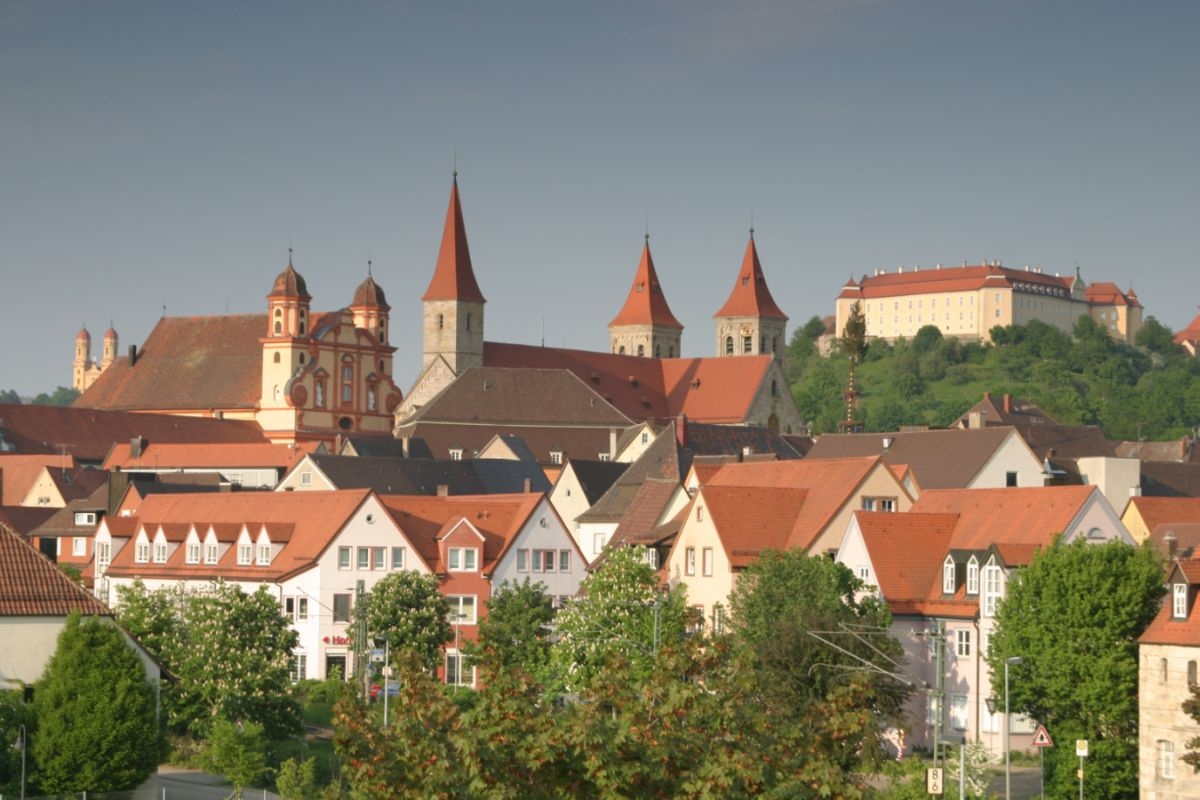
Vy över staden
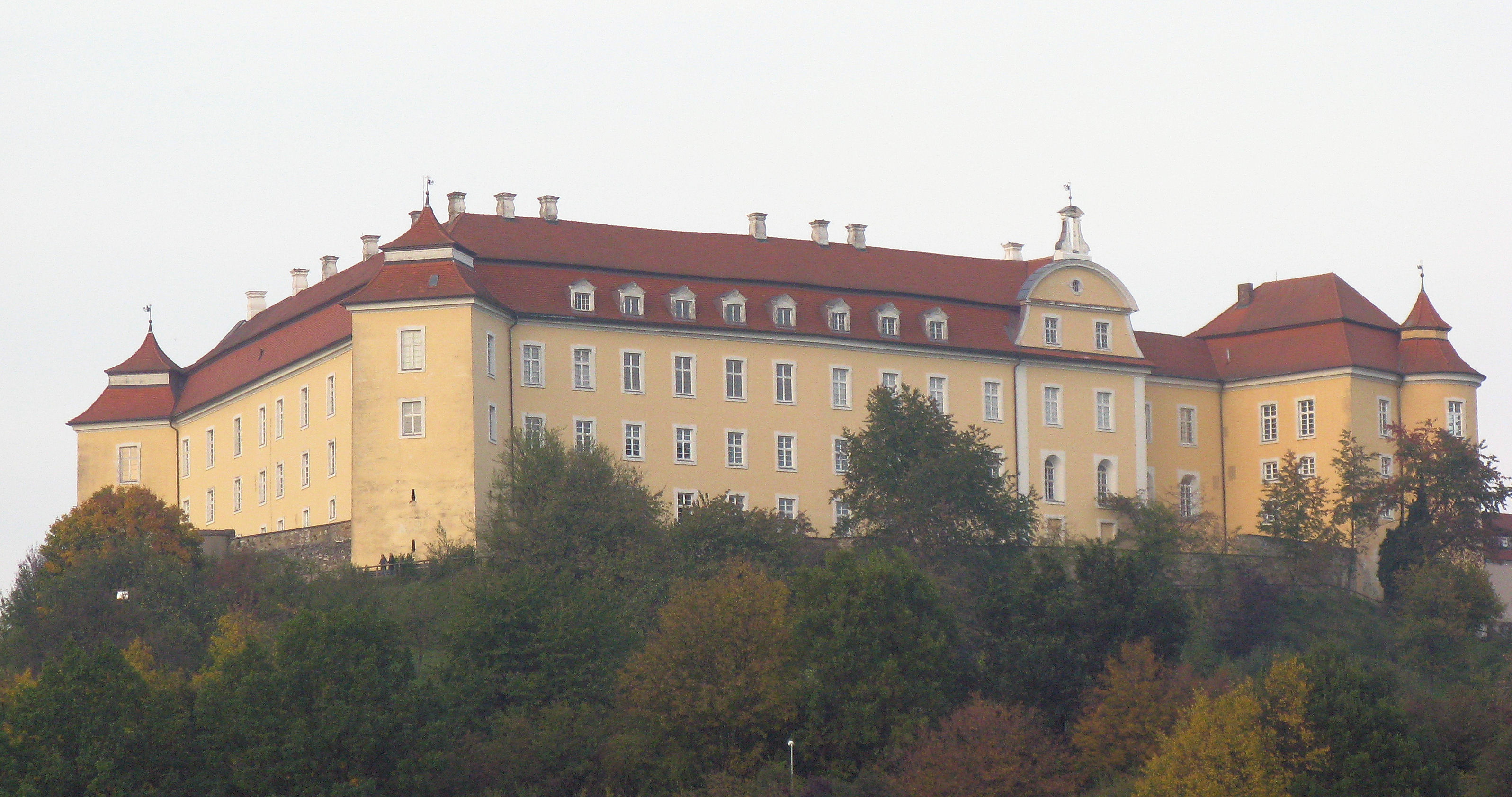
Slottet vid Ellwangen
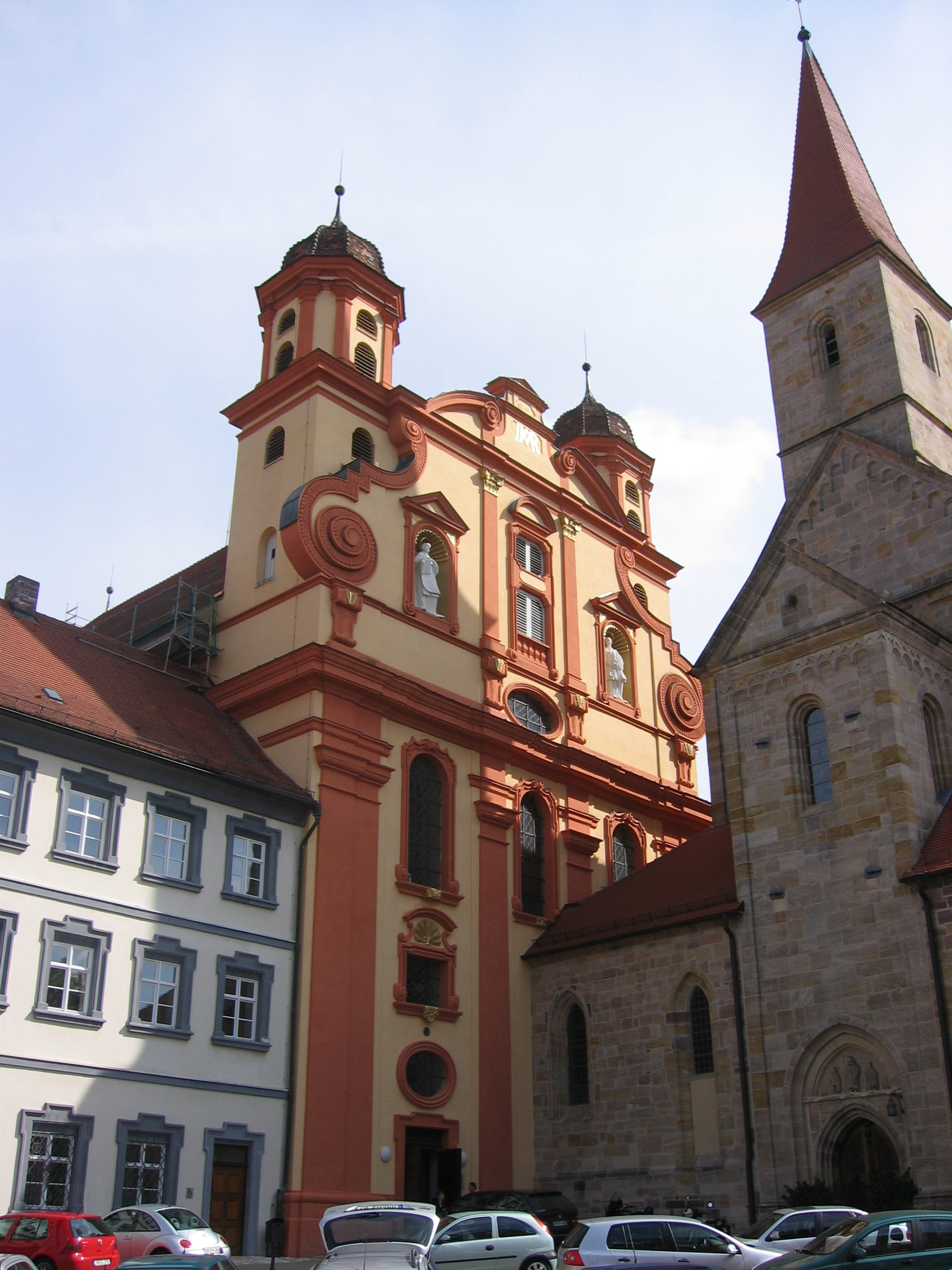
Evangeliska stadskyrkan. Till höger Basilika St. Vitus
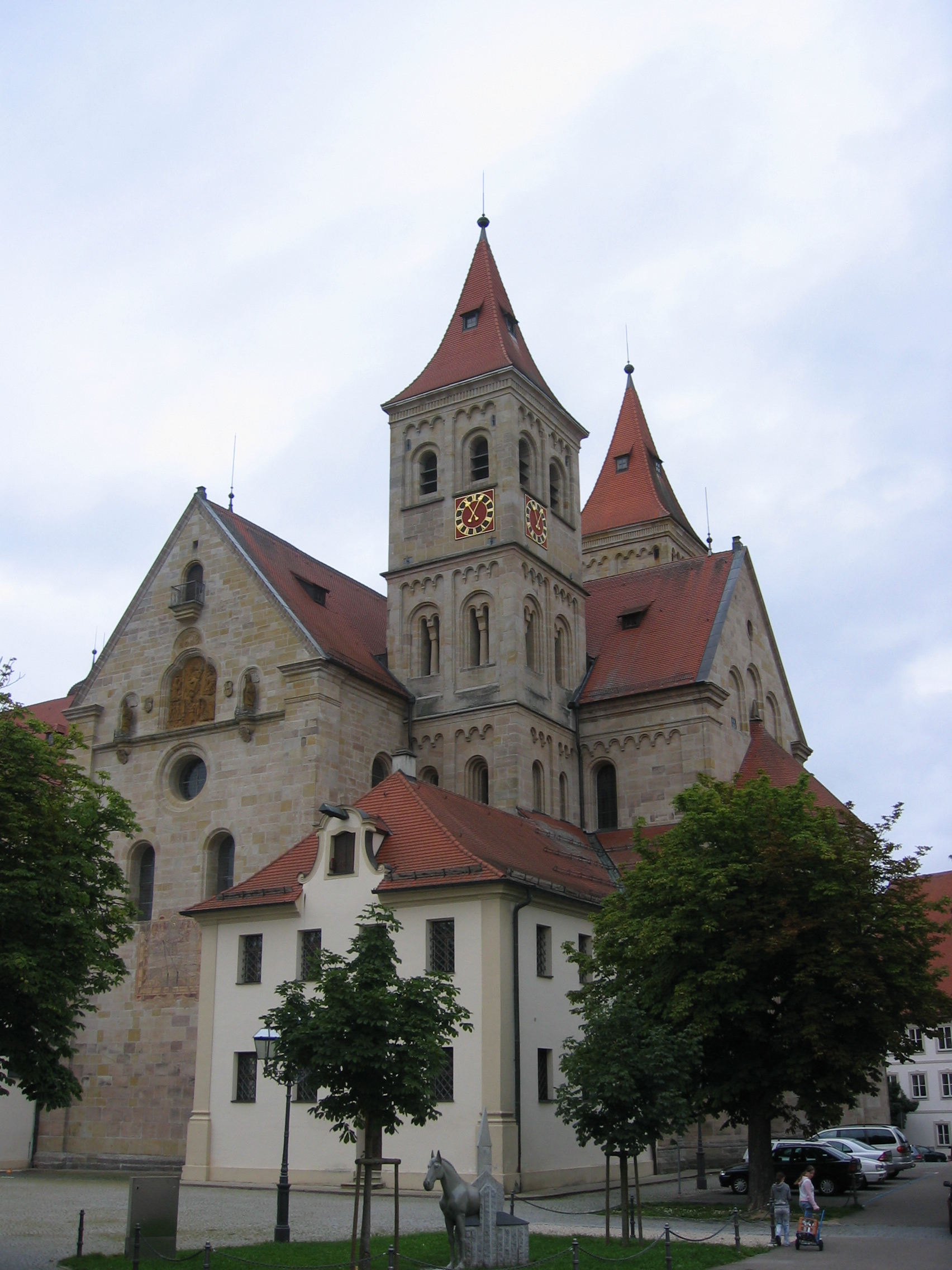
Stiftskyrkan och klostret i Ellwangen, nuvarande Basilika St. Vitus